# Temné hodinky

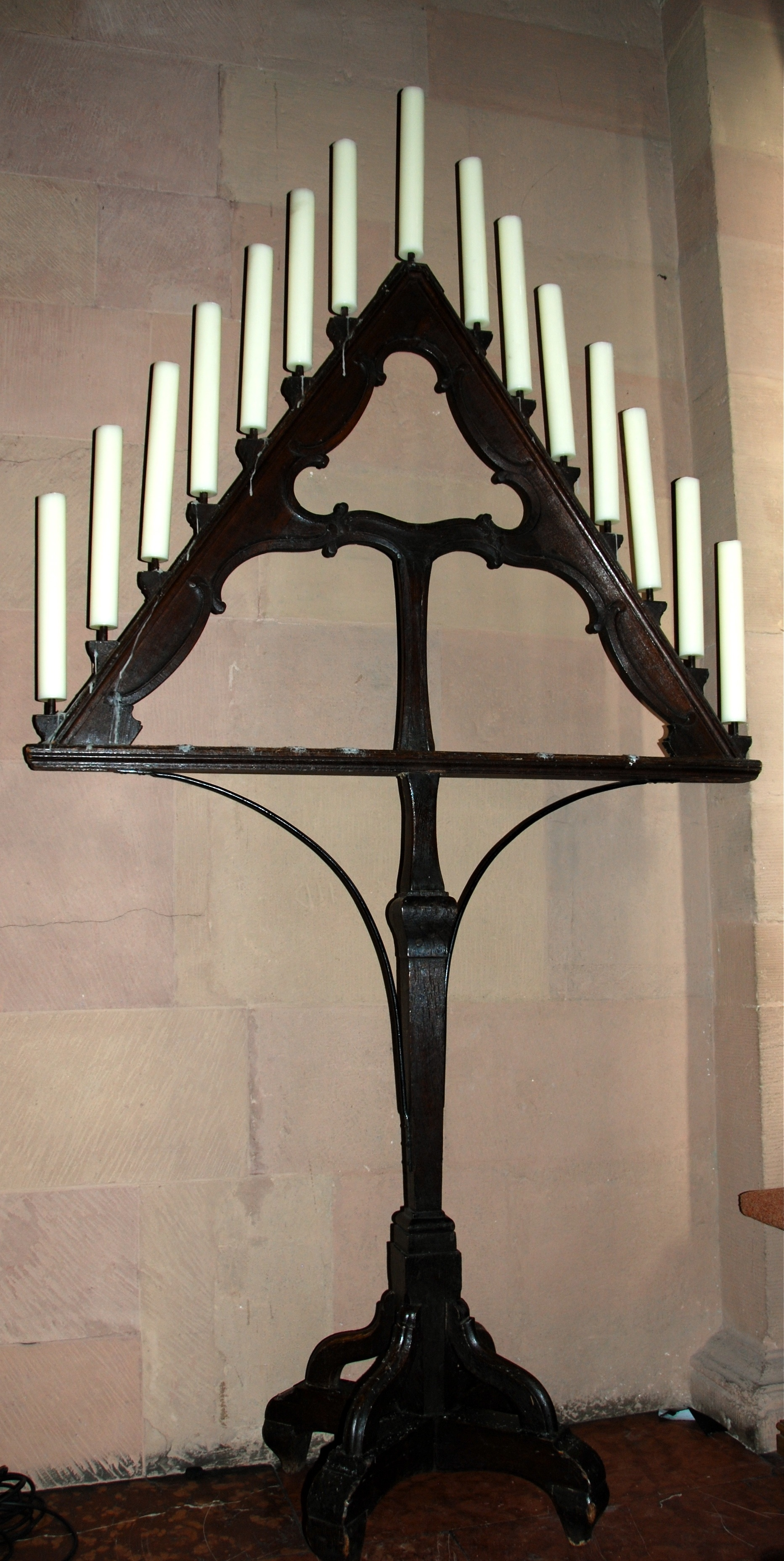
trojhranný svícen pro temné hodinky

Jako temné hodinky (tenebrae, matutinum tenebrarum) se označovaly (zásadně v jednom celku slavené) matutinum a laudy ve dnech od Zeleného čtvrtka do Bílé soboty. Oficium (neboli hodinky) ve dnech Velikonočního tridua mělo celou řadu zvláštností, které se právě v temných hodinkách koncentrovaly. Liturgická reforma Druhého vatikánského koncilu drtivou většinu těchto zvláštností odstranila, takže v pokoncilní liturgii hodin již temné hodinky v pravém slova smyslu neexistují.

## Charakteristické prvky
Stejně jako při ostatních hodinkách Velikonočního tridua - a na rozdíl od celého zbytku roku - temné hodinky začínaly rovnou první antifonou, bez úvodního verše. Před matutinem se nezpívalo ani invitatorium. Na konci žalmů ani v responsoriích se nezpívalo Gloria Patri. V laudách se nezpívalo capitulum ani hymnus.
Nejnápadnějším charakteristickým prvkem byl před oltářem umístěný trojhranný svícen s patnácti svícemi. Po každém žalmu (9 v matutinu + 5 v laudách) se jedna zhasla.
Jako čtení prvního nokturnu se četly tkzv. "lamentace" (podle latinského titulu Lamentationes Jeremiae Prophaetae), tj. lekce z knihy Pláč. Specifický charakter textu (dlouhá série krátkých úryvků stereotypně uvozovaných ohlášením hebrejského písmene - zpěvy pláče totiž tvoří alfabetický akrostich) si vyžádal zvláštní nápěvy, odlišné od těch, na které se jinak lekce matutina zpívaly.
Responsoria zpívaná po jednotlivých lekcích temných hodinek (každý den jich bylo celkem devět) rozjímala o Kristově utrpení.
Po posledním žalmu laud zůstala hořet jediná svíce na vrcholu trojhranného svícnu. Šest svící hořících přímo na oltáři bylo postupně zhasnuto během Zachariášova kantika. S poslední z nich se zhasla všechna světla v kostele, který se tak (pokud se temné hodinky slavily v noci) octl v úplné tmě, do níž svítila jen patnáctá svíce (obvykle interpretovaná jako symbol Krista). Tu někdo z přisluhujících vzal a schoval za oltář.
Po závěrečných zpěvech a modlitbách (které tu nejsou podrobně popsány, i s ohledem na to, že v první polovině 20. stol. prošly úpravami) celý chór chvíli dělal rámus (např. dupáním či tlučením okovanými antifonáři o chórové lavice), načež byla patnáctá svíce vynesena z úkrytu a všichni se v tichu (bez obvyklého závěrečného verše) rozešli.

## Zhudebnění

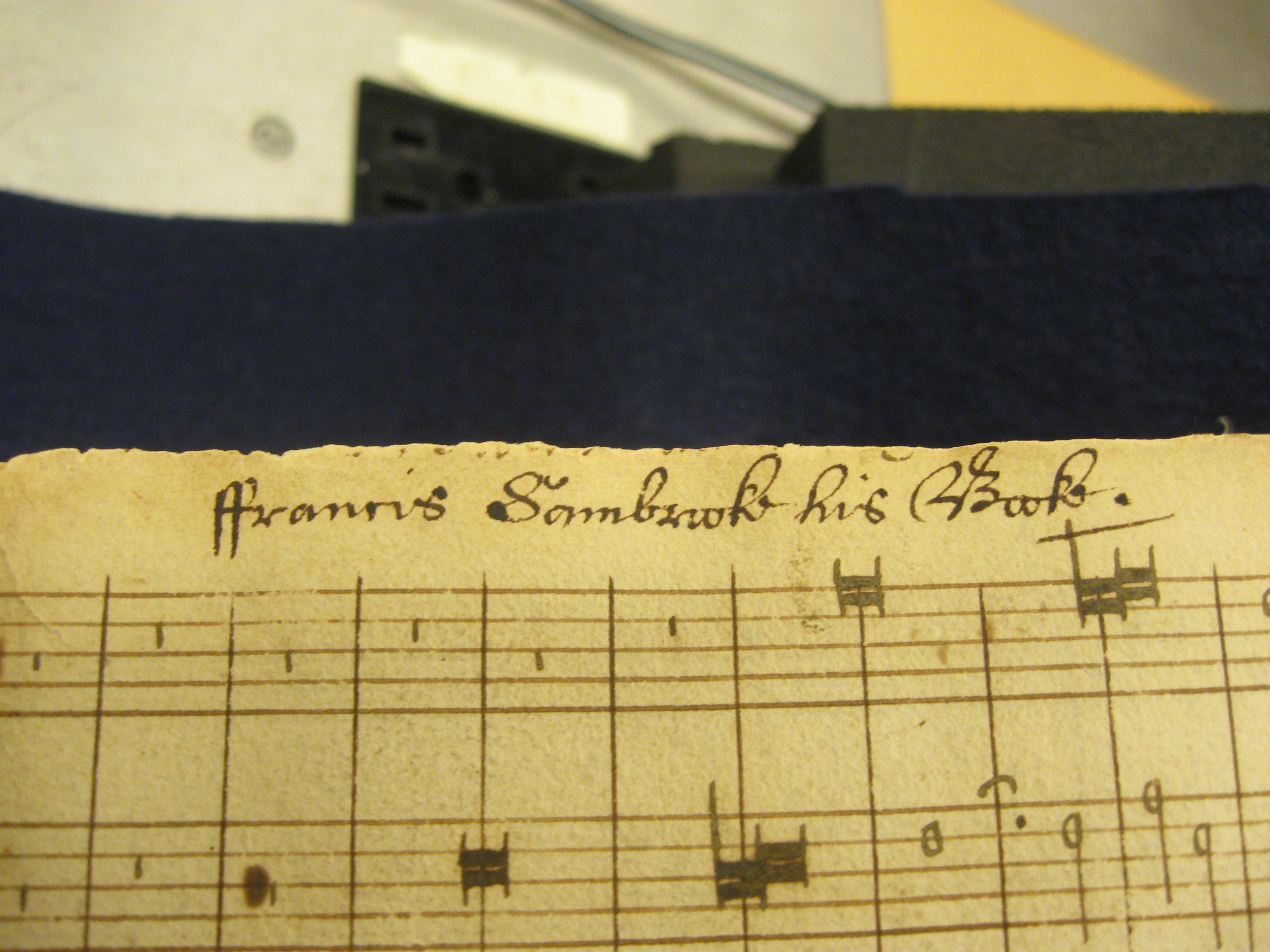
Tristis est anima mea

Temné hodinky byly často hudebně zpracovávány. Mnoho význačných skladatelů napsalo liturgické celky na text "lamentací". Stejně bohatá je i nabídka zhudebnění responsorií pro tuto příležitost.

## Překlady
Temné hodinky patřily k těm částem oficia, které byly relativně populární a celkem běžně byly veřejně slaveny. Tomu vedle již zmíněného množství hudebních zpracování odpovídá také bohatá produkce překladů do češtiny. Výrazně upravené (krácení, nestandardní repertoár zpěvů i čtení) temné hodinky v češtině obsahuje Jistebnický kancionál. V 19. a 20. stol. vznikla řada překladů, dílem určených ke sledování oficiální latinské liturgie, dílem ke zpívání temných hodinek v národním jazyce.

## Temné hodinky v liturgických reformách 20. stol.
Reforma obřadů Svatého týdne v roce 1955 temné hodinky zkrátila o některé prvky a stanovila, že se při společném slavení nesmějí anticipovat večer předem (jak bylo do té doby všeobecně obvyklé), ale musejí se konat časně ráno. Vydání breviáře z r. 1961 vypustilo některé další ceremonie.
Po liturgické reformě Druhého vatikánského koncilu temné hodinky zanikly úplně - rubriky nového breviáře nepočítají s jejich zvláštními obřady a přešla do něj jen malá část z tradičního repertoáru textů a zpěvů. Označení "temné hodinky" se i přesto někde používá i pro modlitbu se čtením a laudy slavené ve Velikonočním triduu podle pokoncilního pořádku. S tím může být spojena snaha zachovat některé z charakteristických prvků tradičních temných hodinek, nejčastěji snad silný symbol postupně zhášených svící.
Značné oblibě se však i v dnešní době těší starobylá podoba temných hodinek. Modlí se je nejen katoličtí tradicionalisté (v ČR např. vyšebrodští mniši), ale např. i čeští dominikáni, kteří jinak po zbytek roku oficium slaví podle běžných pokoncilních knih a z větší části v českém jazyce. Temné hodinky se stále praktikují také ve starokatolické církvi.[zdroj?] Hudební repertoár temných hodinek je prováděn koncertně, mj. byly tyto zpěvy řadu ročníků po sobě uváděny o příslušných večerech tridua v rámci Velikonočního festivalu duchovní hudby v Brně.